# Nooria Najafi
Nooria Najafi (Nahor, de la provincia de Ghazni, Afganistán,1996) es una tenista de mesa afgana con discapacidad.

## Biografía
Durante la guerra civil afgana cuando tenía 3 años Najafi perdió su brazo tras recibir el impacto de la metralla de un cohete. A pesar de eso ha practicado distintos deportes. Estudió en la escuela Zaynab Kobra y más tarde fue aceptada para estudiar en la universidad tras aprobar el examen de acceso y se licenció  más tarde en educación física. Además de su compromiso con el deporte, es la vicepresidenta del Consejo Social de Mujeres con Discapacidad, a través del cual se centra en crear motivación entre las mujeres y los niños con discapacidad creando un sentido de vida y esperanza para aquellos que piensan que la vida está a punto de terminar. Según sus propias palabras:

"Desde que trabajo en este consejo, muchos niños y mujeres han tenido una discapacidad y eran diferentes a mí, y todo nuestro trabajo es diferente porque yo no creo que sea discapacitada, pero muchas de estas mujeres y niños son siempre disociables. Intentan alejarse de la comunidad y de la gente; sienten que no pueden hacer nada."

### Trayectoria profesional
Se especializó en tenis de mesa cuando estaba en noveno grado. Es considerada una de las mejores jugadoras de tenis de mesa en Afganistán, siendo la número 1 entre los discapacitados y los no discapacitados en las distintas competiciones. En Afganistán ningún equipo Para tenis de mesa ha sido formado para competir en Tokio 2020. Por eso Najafi decidió comenzar a entrenar Para bádminton y así poder competir en los Juegos Paralímpicos y Olímpicos en Tokio 2020.
En 2019, debutó en los Juegos Mundiales organizados por la Federación Internacional de Deportes en Sillas de Ruedas y Amputados (IWAS) por primera vez.
El equipo nacional de tenis de mesa de Afganistán cuenta con 10 miembros, que son seleccionados cada año entre los equipos femeninos provinciales. 35 mujeres de Afganistán son miembros de los equipos provinciales de tenis de mesa, de las cuales 10 están en el equipo nacional. Las diez proceden de diferentes provincias como Ghazni, Herat, Balkh, Helmand, Sar-e-pul, Jawzjan, etc. En el último Campeonato Nacional de Selección de tenis de mesa Najafi volvió a encabezar la lista de las 10 jugadores.
Najafi ha competido en Para tenis de mesa en competiciones internacionales y según el ranking de la Federación Internacional de Tenis de Mesa, ITTF, en marzo de 2020 estaba en el puesto 621. Ha asistido a entre 20 y 25 partidos nacionales en Afganistán desde el noveno grado y ha asistido a los Campeonatos de los Juegos Paralímpicos Asiáticos en Yakarta.